# 向氏
- 琉球王国の王族庶流の姓として用いられる。詳細は第二尚氏の尚氏と向氏の節を参照[1]。
- 近江国の向氏は本姓 中原氏であるという。[2]。
- 藤原秀郷流。内藤氏の庶流であるという[2]。
- 藤原氏。公卿 姉小路家の流れで飛騨の国司大名 姉小路氏のひとつ向姉小路氏の流れを汲む。詳細は下記参照[2]。

## 姉小路流向氏
飛騨国の向氏は国司大名 姉小路氏の一門。小鷹利郷信包村向小島城より起こるという。『飛騨国司系図』によれば、左近衛中将持言、小島或いは向を称するといい下記の系譜を載せる。
```
系譜 
姉小路氏
 ― 向之綱 ― 煕綱 ― 宗熈 ― 貞熈 ― 光綱
```

### 佐竹家臣 向氏
飛騨浪人 向右近大夫宣政は飛騨三木の次男で佐竹義宣の代に常陸国の佐竹氏の家臣となるといい、天正17年（1589年）以来、同氏の陸奥国南郷領の拠点のひとつ、羽黒城の城主を務めるとされ、佐竹氏の秋田転封後は横手城の城主を務めるという。 

向氏は江戸時代後期に小鷹垨(小鷹利)氏に改姓した。
佐竹家臣としての系譜は以下の通り。
```
系譜 向右近宣政 ― 重政 ― 広政 ― 庄九郎守政
```

なお、横手城を守る向氏には向帯刀などの要人が輩出され、秋田藩士 赤坂氏などの武家をこの向帯刀組の傘下に収め、同城一帯の治世にあたったとされる
また、秋田藩主 佐竹氏一門 佐竹東家家臣 安島氏の系譜によれば、安島主税信将は二度目の妻として向庄九郎家臣 遠藤惣兵衛孝親の養女を妻とし、田所伊三郎忠軌室、本家を継ぐ安島伝次信名、田所忠軌の養子となる三男 又吉、後の田所主鈴忠由を生むといい、向家に関する間接的な史料として現存している。